# Línea Ci2 (Avanza Zaragoza)
La línea Circular 2 (Ci2), inicialmente llamada Circular interior 2 es una línea regular circular de Avanza Zaragoza, que conecta distintos barrios y lugares importantes como la estación Intermodal de Delicias, el parque metropolitano del Agua, el centro comercial GranCasa o el intercambiador de transporte de la plaza Emperador Carlos V en la ciudad de Zaragoza (España).
Tiene una frecuencia media de 8 minutos.

## Desvíos actuales (no incluidos en la tabla)
No hay desvíos actualmente.